# Uxeau
Uxeau is een gemeente in het Franse departement Saône-et-Loire (regio Bourgogne-Franche-Comté) en telt 574 inwoners (1999). De plaats maakt deel uit van het arrondissement Charolles.

## Geografie
De oppervlakte van Uxeau bedraagt 32,7 km², de bevolkingsdichtheid is 17,6 inwoners per km².
De onderstaande kaart toont de ligging van Uxeau met de belangrijkste infrastructuur en aangrenzende gemeenten.

## Demografie
Onderstaande figuur toont het verloop van het inwonertal (bron: INSEE-tellingen).

## Foto's

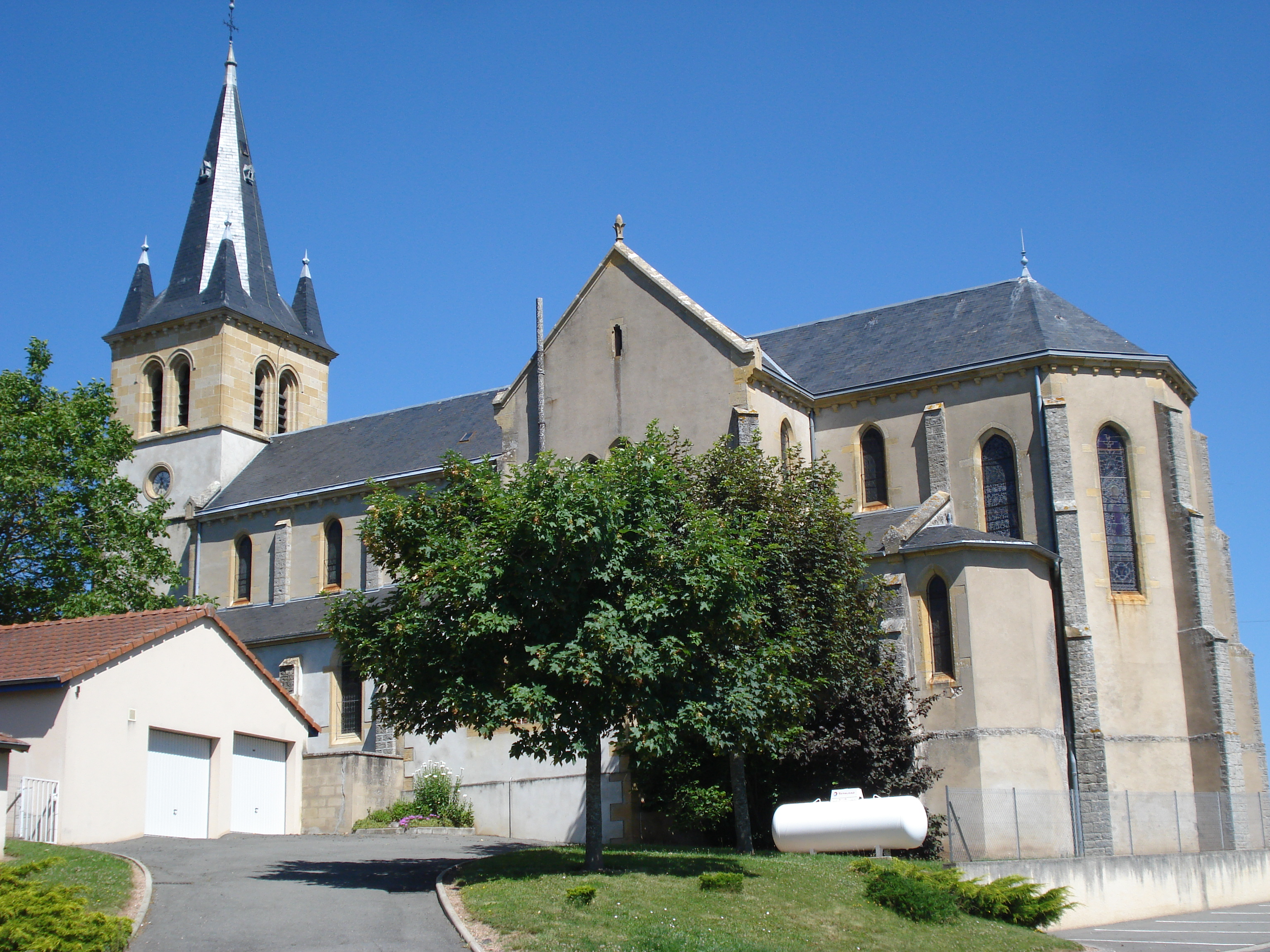
Kerk